# Anisodes recumbens
Anisodes recumbens är en fjärilsart som beskrevs av W. Warren 1902. Anisodes recumbens ingår i släktet Anisodes och familjen mätare. Inga underarter finns listade i Catalogue of Life.